# Skalbaggsstrit
Skalbaggsstrit (Issus muscaeformis) är en insektsart som först beskrevs av Von Schrank 1781.  Skalbaggsstrit ingår i släktet Issus och familjen sköldstritar.
Artens utbredningsområde är Frankrike. Artens livsmiljö är skogslandskap, jordbrukslandskap. Inga underarter finns listade i Catalogue of Life.